# Il fascino dello spazio
Il fascino dello spazio (Gloria) è un film del 1931 diretto da Hans Behrendt.

## Trama
Georg Köhler è un pilota aeronautico, noto per le sue imprese acrobatiche. Dopo il matrimonio con Maria, e su pressione di quest'ultima, egli ha fortemente limitato le proprie pericolose imprese, finendo coll'essere, secondo la sua espressione, un mero "autista dell'aria", ovvero conducendo voli di linea insieme al suo co-pilota Jakopp Spindler. Georg e Maria hanno un figlio, il piccolo Felix, e abitano proprio di fronte all'aeroporto nel quale egli, stimatissimo da tutti, presta servizio. Ma il tempo della riscossa pare essere arrivato: una competizione di volo acrobatico viene indetta, e Georg vi si iscrive. Ancora una volta, però, dopo snervanti confronti e battibecchi, la moglie lo convince a non parteciparvi.
Giunge in città, per prender parte alla gara, Johnny Belling, un vecchio amico di Georg, e come lui valente aviatore. Solo allora Maria - che il marito aveva a lungo ed invano (Maria non aveva mai volato in vita sua) tentato di coinvolgere nella passione del volo - pare essere interessata alla faccenda, con disappunto di Georg. Disappunto che cresce durante il banchetto di celebrazione del vincitore, che è stato Johnny a bordo del suo biplano Gloria: a Georg pare di intravedere i tentativi di seduzione che l'amico mette in atto nei confronti della moglie – e ha perfettamente ragione, non fosse per il fatto che Johnny corteggia ogni donna che gli capiti a tiro. Contrariato, Georg lascia la festa e si sfoga intraprendendo un volo notturno.
Al ricevimento, Johnny continua a versare da bere a Maria, e anche loro due abbandonano la celebrazione durante il noioso discorso del sindaco. Johnny la conduce ad un luna-park e a susseguenti divertimenti: è decisamente un piacevole diversivo per la donna. Alla fine, Johnny, con pretesti e cavilli, riesce ad attirare Maria, ormai decisamente ubriaca, all'interno di un aereo, pilotando il quale prende il volo nella notte. Il loro aereo atterra la mattina presto, quasi contemporaneamente a quello di Georg. Il piccolo Felix, avvicinatosi alla rete di divisione che circonda l'aeroporto, accoglie la madre e Johnny. Georg viene a sapere che Johnny ha passato la notte su un aereo con una donna, e sorride pensando alle note capacità di dongiovanni dell'amico.
Georg e Maria (con Felix) fanno quindi ritorno a casa – custodita dalla governante -  indipendentemente l'uno dall'altra. A colazione, Felix innocentemente rivela che la mamma è tornata a casa la mattina con Johnny. Georg redarguisce la moglie, ricordandole come sia stato sconveniente accompagnarsi ad una persona che aveva una così cattiva fama di donnaiolo. Maria si schermisce affermando che nulla di male era successo fra lei e Johnny, che si era divertita e che meritava di divertirsi, e infine – infelice espressione – che Johnny, qualunque cosa si potesse dire su di lui, aveva pur sempre vinto la gara. Gara dalla quale, pensa Georg, era stata proprio lei, incongruente, ad allontanarlo.
Il giorno dopo Georg legge sul giornale la notizia dell'impresa di Johnny sul Gloria. Si reca al ristorante dell'aeroporto, ordina provviste take away, le porta sul Gloria, al quale ha fatto fare alcune modifiche dai tecnici. Jakopp Spindler ha notato tutto ciò, e ha capito le intenzioni del pilota. Georg decolla, senza avvertire nessuno, e si dirige ad ovest, sopra l'Oceano Atlantico. Nell'abitacolo spunta Spindler, che non vuole lasciare al solo Georg l'eventuale gloria dell'impresa della prima trasvolata atlantica, - poiché è a questo, Spindler intuisce, che Georg si sta accingendo - ed è ben accetto. I sistemi radar di diversi paesi rilevano l'aviogetto. La radio e la stampa si interessano alla vicenda.
Fra il Gloria e i sistemi di rilevamento si interrompono i contatti radio, per diverse ore. Georg e Jakopp intanto stanno affrontando e risolvendo diverse avarie dell'aviogetto, costretti a uscire dall'abitacolo e ad agire sulle sue ali, in volo, rischiando l'assideramento e la vita.  Johnny – non così negativo, dunque – è da Maria, e la rincuora. Viene infine diffusa la sensazionale notizia che Georg Köhler e Jakopp Spindler sono atterrati a New York, compiendo in tal modo un'impresa eccezionale. Al ritorno in patria, eroi acclamati, Georg (che si riconcilia con Johnny) e il suo co-pilota riescono a sfuggire ad un ennesimo noioso discorso del sindaco grazie ad un innocente affermazione di Felix.